# The Complete Capitol Singles Collection
The Complete Capitol Singles Collection è una raccolta del crooner statunitense Frank Sinatra, pubblicata nel 1996 dalla Capitol Records.

## Il disco
Questo set di quattro dischi racchiude tutti i singoli (sia lato A che lato B) che Sinatra registrò per la Capitol, tra il 1953 e il 1961. Tra le numerose canzoni ci sono duetti con Bing Crosby, June Hutton e Keely Smith. Tra il materiale fornito con il disco vi sono diverse fotografie e un saggio di Will Friedwald.
Da notare che le tracce sono inserite nei vari dischi in ordine cronologico e che Sinatra disprezzò questo album considerandolo un atteggiamento da "affamato di classifiche".
I singoli di Sinatra solitamente non venivano estratti dagli album, e sono relativamente poco conosciuti: il cantante si cimenta in doo-wop, rock and roll e canzoni commerciali come la celeberrima (Love Is) The Tender Trap. Per questo motivo l'album non deve essere considerato un best of di Sinatra alla Capitol: i singoli raccolti sono proprio tutti, e non solo i migliori.
Delle 96 canzoni che compongono il set, 28 sono state composte dai compositori Sammy Cahn e Jimmy Van Heusen, anche se non tutte in coppia, e la parola love è ripetuta in 21 titoli di canzoni.

## Le tracce

### Disco 1
1. Lean Baby - 2:33 - (Alfred, May)
2. I'm Walking Behind You - 2:58 - (Reid)
3. I've Got the World on a String - 2:14 - (Arlen, Koehler)
4. My One and Only Love - 3:14 - (Wood, Mellin)
5. Anytime, Anywhere - 2:45 - (Carpenter, Adelson)
6. From Here to Eternity - 3:01 - (Karger, Wells)
7. I Love You - 2:28 - (Archer, Thompson)
8. South of the Border - 2:52 - (Kennedy, Carr)
9. Take a Chance - 2:40 - (Raskin, Stanford)
10. Young at Heart - 2:53 - (Leigh, Richards)
11. Don't Worry 'bout Me - 3:07 - (Bloom, Koehler)
12. I Could Have Told You - 3:18 - (Sigman, Van Heusen)
13. Rain (Falling from the Skies) - 3:27 - (Mellin, Finlay)
14. Three Coins in the Fountain - 3:07 - (Cahn, Styne)
15. The Gal That Got Away - 3:12 - (Gershwin, Arlen)
16. Half as Lovely (Twice as True) - 3:09 - (Spence, Gallop)
17. It Worries Me - 2:55 - (Sigman, Schultz-Reichelt)
18. When I Stop Loving You - 2:56 - (Cates, Copeland, Greene)
19. White Christmas - 2:37 - (Berlin)
20. The Christmas Waltz - 3:03 - (Cahn, Styne)
21. Someone to Watch over Me - 2:59 - (Gershwin, Gershwin)
22. You, My Love - 2:56 - (Gordon, Van Heusen)

### Disco 2
1. Melody of Love - 3:02 - (Engelmann, Glazer)
2. I'm Gonna Live Till I Die - 1:54 - (Curtis, Hoffman, Kent)
3. Why Should I Cry over You? - 2:41 - (Carpenter, Adelson)
4. Don't Change Your Mind About Me - 2:44 - (Carpenter, Adelson) (con June Hutton)
5. Two Hearts, Two Kisses (Make One Love) - 2:23 - (Stone, Williams)
6. From the Bottom to the Top - 2:22 - (Wilson) (con The Nuggets)
7. If I Had Three Wishes - 2:56 - (Baum, Spence)
8. Learnin' the Blues - 3:04 - (Silvers)
9. Not as a Stranger - 2:47 - (Kaye, Van Heusen)
10. How Could You Do a Thing Like That to Me? - 2:44 - (Glenn, Roberts)
11. Same Old Saturday Night - 2:31 - (Cahn, Reardon)
12. Fairy Tale - 2:59 - (Livingston, Stanford)
13. Love and Marriage - 2:41 - (Cahn, Van Heusen)
14. The Impatient Years - 3:14 - (Cahn, Van Heusen)
15. (Love Is) The Tender Trap - 3:00 - (Cahn, Van Heusen)
16. Weep They Will - 3:19 - (Carey, Fischer)
17. You'll Get Yours - 2:28 - (Stanford, Van Heusen)
18. Flowers Mean Forgiveness - 3:07 - (Frisch, White, Wolfson)
19. (How Little It Matters) How Little We Know - 2:44 - (Leigh, Springer)
20. Five Hundred Guys - 2:50 - (Cantor, Kosloff)
21. Wait for Me - 2:54 - (Stanford, Riddle)
22. You're Sensational - 3:54 - (Porter)
23. Well, Did You Evah! - 3:46 - (Porter) (con Bing Crosby)

### Disco 3
1. Mind if I Make Love to You? - 2:24 - (Porter)
2. Who Wants to Be a Millionaire? - 2:07 - (Porter) (con Celeste Holm)
3. You Forgot All the Words (While I Still Remember the Tune) - 3:20
4. Hey! Jealous Lover - 2:24 - (Cahn, Twomey, Walker)
5. Your Love for Me - 2:59 - (Parker)
6. Can I Steal a Little Love? - 2:32 - (Tuminello)
7. So Long, My Love - 2:50 - (Cahn, Spence)
8. Crazy Love - 2:54 - (Cahn, Tuminello)
9. Something Wonderful Happens in Summer - 3:16 - (Bushkin, Devries)
10. You're Cheating Yourself (If You're Cheating on Me) - 2:38 - (Hoffman, Manning)
11. All the Way - 2:55 - (Cahn, Van Heusen)
12. Chicago - 2:12 - (Fisher)
13. Witchcraft - 2:54 - (Leigh, Coleman)
14. Tell Her You Love Her - 3:01 - (Halliday, Denison, Parker )
15. The Christmas Waltz - 3:04 - (Cahn, Styne) (con i Ralph Brewsters)
16. Mistletoe & Holly - 2:18 - (Sanicola, Sinatra, Stanford)
17. Nothing in Common - 2:31 - (Cahn, Van Heusen) (con Keely Smith)
18. How Are Ya' Fixed for Love? - 2:26 - (Cahn, Van Heusen) (con Keely Smith)
19. Same Old Song and Dance - 2:54 - (Cahn, Van Heusen, Worth)
20. Monique - 3:18 - (Cahn, Bernstein)
21. Mr. Success - 2:42 - (Sanicola, Sinatra, Grienes)
22. Sleep Warm - 2:43 - (Keith, Bergman, Spence)
23. No One Ever Tells You - 3:28 - (Atwood, Coates)
24. To Love and Be Loved - 2:58 - (Cahn, Van Heusen)

### Disco 4
1. Time After Time - 3:31 - (Styne, Cahn)
2. French Foreigh Legion - 2:03 - (Schroeder, Wood)
3. All My Tomorrows - 3:15 - (Cahn, Van Heusen)
4. High Hopes - 2:43 - (Cahn, Van Heusen)
5. They Came to Cordura - 3:02 - (Cahn Van Heusen)
6. Talk to Me - 3:04 - (Snyder, Kahan, Vallee)
7. River, Stay 'Way from My Door - 2:39 - (Dixon, Woods)
8. It's Over, It's Over, It's Over - 2:42 - (Stanford, Dennis)
9. This Was My Love - 3:28 - (Harbert)
10. Nice 'n' Easy - 2:45 - (Keith, Bergman, Spence)
11. You'll Always Be the One I Love - 2:59 - (Freeman, Skylar)
12. Old McDonald Had a Farm - 2:42 - (Traditional)
13. My Blue Heaven - 2:03 - (Donaldson, Whiting)
14. Sentimental Baby - 2:38 - (Keith, Bergman, Spence)
15. Sentimental Journey - 3:26 - (Brown, Homer, Green)
16. American Beauty Rose - 2:22 - (David, Evans, Altman)
17. The Moon Was Yellow - 3:02 - (Ahlert, Leslie)
18. I've Heard That Song Before - 2:33 - (Cahn, Styne)
19. Five Minutes More - 2:36 - (Cahn, Styne)
20. I'll Remember April - 2:50 - (Raye, DePaul, Johnston)
21. I Love Paris - 1:52 - (Porter)
22. Hidden Persuasion - 2:26 - (Churchill)
23. Ya Better Stop - 2:36 - (Ferre, McIntyre)
24. The Sea Song - 2:55 - (Fields, Schwartz)
25. Look to Your Heart - 3:10 - (Cahn, Van Heusen)
26. I Believe - 2:33 - (Cahn, Styne)
27. Love Looks So Well on You - 2:41 - (Keith, Bergman, Spence)

## Musicisti
- Frank Sinatra - voce;
- Bing Crosby - voce;
- Jane Hutton - voce;
- Keely Smith - voce;
- Celeste Holm - voce;
- The Nuggets - voce;
- Nelson Riddle - arrangiamenti;